# JBL (geluidsapparatuur)
JBL of voluit James Bullough Lansing is een Amerikaans bedrijf dat hoofdtelefoons en luidsprekers produceert. Het bedrijf bestaat uit twee onafhankelijke divisies. JBL Consumers, de divisie die zich focust op hoofdtelefoons en luidsprekers voor particulieren, en JBL Professional, de divisie die zich focust op audioapparatuur voor professionelen, inclusief bedrijven, artiesten, DJ's en cinema.
Het bedrijf werd opgericht door James Bullough Lansing (1902-1949), een vooraanstaande Amerikaanse geluidstechnicus en designer van luidsprekers. Naast JBL richtte hij ook Altec Lansing op. Het moederbedrijf Harman werd in 2017 opgekocht door Samsung voor 8 miljard dollar.